# 카쿠렌보 (Whiteberry의 노래)
〈숨바꼭질〉(일본어: かくれんぼ 가쿠렌보[*])는 Whiteberry의 2번째의 싱글이다.

## 개요
도호에서 만든 단편 애니메이션 영화 《피카츄의 두근두근 숨바꼭질》 오프닝으로 마츠모토 리카와 같이 불렀다. 커플링곡은 마츠모토 리카 〈노려라 포켓몬 마스터〉의 커버이며, TV 도쿄계 《포켓몬스터》의 오프닝 테마이다.

## 수록곡
1. 숨바꼭질(かくれんぼ)
  - 작사: 카와무라 에리카, 작곡 · 편곡: 타나카 히로카즈
2. 노려라 포켓몬 마스터(めざせポケモンマスター)
  - 작사: 토다 아키히토, 작곡: 타나카 히로카즈, 편곡: 사카이 노리오
3. 숨바꼭질 (inst.)
4. 노려라 포켓몬 마스터 (inst.)

## 같이 보기
- 포켓몬스터 (애니메이션)
- 피카츄의 두근두근 숨바꼭질
- Whiteberry
- 타나카 히로카즈

| 일본의 애니메이션 《포켓몬스터》 오프닝 테마 2001년 4월 5일(192화) ~ 2002년 2월 28일(238화) |                                     |                                      |
| 이전 곡: 마츠모토 리카 〈OK!〉                                                              | Whiteberry 〈노려라 포켓몬 마스터〉 | 다음 곡: 타무라 나오미 〈Ready Go!〉 |